# Louis Adolphe Terracher
Louis Adolphe Terracher,, ou Adolphe-Louis Terracher, né à Vindelle le 16 février 1881 et mort à Vichy le 2 avril 1955, est un professeur de linguistique et homme politique français.

## Biographie
Après l'obtention de son titre de docteur ès lettres, Louis Adolphe Terracher enseigne quelques mois pendant l'été 1907 au lycée de Vendôme. Puis il demande un congé et part comme lecteur à l'université d'Uppsala d'octobre 1907 à 1910, à l'université Johns-Hopkins de 1911 à 1913, enfin à l'université de Liverpool du 30 décembre 1913 à décembre 1914.
Pendant la Première Guerre mondiale, il est mobilisé le 10 avril 1915. Son classement dans le service auxiliaire des armées avec des sursis d'appel permet de revenir à l'université de Liverpool d'août 1915 à septembre 1919. Il y devient professeur de français le 28 juillet 1919.
Du 22 novembre 1919 au 2 novembre 1925, il est professeur d'histoire de la langue française à la faculté des lettres de Strasbourg. 
En 1924, à Paris, il fonde, avec Oscar Bloch, la Société de linguistique romane et la Revue de linguistique romane.
De novembre 1925 à juin 1932, il est recteur de l'académie de Dijonpuis de celle de Bordeaux jusqu'au 30 septembre 1938.  Le 1er octobre 1938, il est nommé recteur de l'académie de Strasbourg.
Au début de la Seconde Guerre mondiale, lors de l'évacuation de Strasbourg en septembre 1939, il dirige le transfert de l'université de Strasbourg à Clermont-Ferrand et pour une partie de la faculté de médecine vers la cité-sanitaire de Clairvivre.
Après l'armistice du 22 juin 1940, il garde son poste de recteur et accepte d'occuper la fonction de directeur de l'Enseignement secondaire le 1er octobre 1940 jusqu'au 18 décembre 1940. Il devient secrétaire général à l'Instruction publique, du 19 décembre 1940 au 2 janvier 1944, dans les gouvernements Flandin, Darlan et Laval,,. Il se partage entre ses bureaux de Vichy, Périgueux et Clermont-Ferrand où il délègue sa mission au doyen Danjon.
Il s'oppose au retour en Alsace de l'université de Strasbourg, de ses étudiants et de ses enseignants. Il leur assure la protection de l'État en refusant de traiter avec les Allemands. 
Le 2 janvier 1944, sous la pression de l'occupant, le Gouvernement de Vichy lui retire toutes ses fonctions. André Forster le remplace à la vice-présidence de l'université de Strasbourg,.
Il est réintégré dans ses fonctions de recteur de l'académie de Strasbourg le 16 novembre 1944 et obtient le poste de directeur de l'instruction publique d'Alsace-Lorraine. 
En juin 1945, après son passage en commission d'épuration, il est nommé recteur honoraire et mis à la retraite. Le 28 juin 1946, le Conseil d'État annule cette sanction.

## Décorations
Nommé Chevalier dans l'Ordre National de la Légion d'Honneur le 7 septembre 1927 puis Officier le 25 août 1937. Il est exclu de l'ordre après la fin de la guerre  pour avoir, au moins, été membre de gouvernements ayant collaboré avec l'occupant . 
Il est membre de l'Ordre de La Francisque Gallique attribuée par le régime de Vichy.

## Apports à la linguistique
Dans sa thèse, Les aires morphologiques dans les parlers populaires de l'Angoumois (1800-1900) publiée en 1914, il trace la limite entre oc et oïl en Charente dans la région entre Angoulême et Mansle. Par rapport à ses prédécesseurs qui avaient déjà étudié cette limite, il ajoute plusieurs communes au domaine occitan, montrant que le marchois (variété du limousin), s’avançait au début du XXe siècle en un cap allant jusqu’à Saint-Amant-de-Boixe. Constatant la régression de ce cap marchois, il explicite également les mécanismes de changement linguistique : « Sous l'influence des voies de communication : le saintongeais et le poitevin [...] plus proches du français, [...] font reculer le limousin dans les vallées; au nord de Saint-Amant-de-Boixe, c'est le poitevin qui se met à dominer, au sud le saintongeais. ».

## Œuvres
- Origine des noms en -acus, Bulletins de la Société archéologique et historique de la Charente, 1908.
- La chevalerie Vivien, chanson de geste, Bulletins de la Société archéologique et historique de la Charente, 1909.
- Les Aires morphologiques dans les parlers du nord-ouest de l’Angoumois, Librairie ancienne Honoré Champion, 1913. (Thèse pour le doctorat ès lettres de l’université de Paris.)
- Les Aires morphologiques dans les parlers du nord-ouest de l’Angoumois, Librairie ancienne Honoré Champion, 1914. (Atlas.)
- La rencontre des langues entre Loire et Dordogne, dans : Le Centre-Ouest de la France, encyclopédie régionale illustrée, 1926.